# Reitstein
Reitstein är ett berg i Österrike, på gränsen till Tyskland.   Det ligger i distriktet Schwaz och förbundslandet Tyrolen, i den västra delen av landet, 400 km väster om huvudstaden Wien. Toppen på Reitstein är 1 518 meter över havet, eller 359 meter över den omgivande terrängen. Bredden vid basen är 3,4 km.
Terrängen runt Reitstein är kuperad åt nordväst, men åt sydost är den bergig. Runt Reitstein är det ganska tätbefolkat, med 62 invånare per kvadratkilometer.. Närmaste större samhälle är Eben am Achensee, 19,7 km söder om Reitstein. 
I omgivningarna runt Reitstein växer i huvudsak blandskog.